# Rodcania kakan
Rodcania kakan es un mamífero extinto perteneciente a los xenungulados. Vivió en el Paleoceno (hace unos 62 - 56 millones de años) y sus restos fósiles se han encontrado en América del Sur.

## Descripción
Este animal es conocido por sus escasos restos fósiles, por lo que es imposible reconstruir su apariencia. De la comparación con animales similares pero más conocidos (como Carodnia), se asume que Rodcania era un animal con una constitución masiva, patas fuertes y bastante pesado. Se estima que un espécimen adulto de Rodcania podría pesar alrededor de 165 kilogramos. Rodcania es conocida por un fragmento de la mandíbula izquierda con el segundo y tercer molares inferiores. Ambos dientes se caracterizan por una gruesa capa de esmalte. bandas Hunter-Schreger orientadas verticalmente y marcas de desgaste dental inclinadas distalmente. Rodcaniase diferencia de la muy similar Carodnia y los demás xenungulados en el trigónido del tercer molar (simplificado y corto mesiodistalmente), en ausencia de un paracónido, en el protolófido más oblicuo respecto al eje mesiodistal y un cristal recto oblicuo (dirigido hacia la posición de la), y en el thalonide más amplio y más largo. Como en todos los xenungulados, el segundo molar inferior era bilofodonte.

## Clasificación
Rodcania kakan se describió por primera vez en 2020, basándose en un fósil encontrado en la formación Río Loro, que se remonta al Paleoceno, en el noroeste de Argentina (provincia de Tucumán). Según los análisis filogenéticos presentes en el estudio, Rodcania es un miembro basal de Carodniidae, una de las dos familias del orden de los xenungulados, un grupo de grandes mamíferos arcaicos típicos del Paleoceno y Eoceno de América del Sur, quizás relacionado con piroterios y notoungulados.

## Paleoecología
Rodcania kakan, del tamaño de un gran tapir, era el animal más grande de la fauna de Río Loro. El aumento de tamaño de los xenungulados no muestra una relación clara con la evolución de formas cada vez más derivadas.